# Любчина (Західнопоморське воєводство)
Любчина (пол. Lubczyna, нім. Lübzin) — село в Польщі, у гміні Ґоленюв Голеньовського повіту Західнопоморського воєводства.
Населення — 568 осіб (2011).
У 1975-1998 роках село належало до Щецинського воєводства.

## Демографія
Демографічна структура станом на 31 березня 2011 року:
|          | Загалом | Допрацездатний вік | Працездатний вік | Постпрацездатний вік |
| -------- | ------- | ------------------ | ---------------- | -------------------- |
| Чоловіки | 292     | 65                 | 195              | 32                   |
| Жінки    | 276     | 68                 | 147              | 61                   |
| Разом    | 568     | 133                | 342              | 93                   |